# The Sailor Song
The Sailor Song is een single van de Deense dance act Toy-Box uit 1999. Het liedje staat op het album Fantastic. Het nummer gaat over de Titanic en de clip werd opgenomen op de boot die destijds ook voor de film werd gebruikt.